# Live at Montreux 1996
Live at Montreux 1996 — живий альбом англійської групи Deep Purple, який був випущений у травні 2006 року.

## Композиції
1. Fireball — 3:50
2. Ted the Mechanic — 4:27
3. Pictures of Home — 5:41
4. Black Night — 6:43
5. Woman from Tokyo — 5:21
6. No One Came — 5:06
7. When a Blind Man Cries — 7:29
8. Hey Cisco — 5:47
9. Speed King — 5:10
10. Smoke on the Water — 8:15

## Склад
- Ієн Гіллан — вокал
- Стів Морс — гітара
- Джон Лорд — клавішні
- Роджер Гловер — бас-гітара
- Іан Пейс — ударні